# Luiz Tatit
Luiz Augusto de Moraes Tatit (San Paolo, 23 ottobre 1951) è un cantante, compositore e linguista brasiliano.

## Biografia
Tatit si è laureato con una tesi in linguistica all'Università di San Paolo, Facoltà di Filosofia, Lettere e Scienze Umane. In possesso del dottorato di ricerca in semiotica, ha anche conseguito il diploma in composizione musicale presso la Scuola di Comunicazioni e Arti annessa all'università. Titolare della cattedra di "Linguistica generale" da molti anni presso la stessa università, è autore di vari saggi, incentrati soprattutto sulla musica brasiliana e sulla semiotica. 
Ha inciso dischi sia da solista sia come membro del Grupo Rumo, nell'ambito dell'avanguardia musicale paulista, a partire dall'inizio degli anni 80. Inoltre ha scritto pezzi per altri artisti, tra cui Ná Ozzetti, ex componente del Grupo Rumo.

## Principali saggi
- A canção: Eficácia e Encanto. Ed. Atual, 1986.
- Semiótica da Canção: Melodia e Letra, Ed. Escuta, 1994.
- O Cancionista: Composição de Canções no Brasil, Edusp, 1996.
- Musicando a Semiótica: Ensaios, Ed. AnnaBlume, 1997.
- Análise Semiótica Através das Letras, Ateliê Editorial, 2001.
- O Século da Canção, Ateliê Editorial, 2004.
- Três Canções de Tom Jobim (con Arthur Nestrovski e Lorenzo Mammi), Cosac e Naify, 2004.
- Todos Entoam - Ensaios, Conversas e Canções, Editora Publifolha, 2008.

## Discografia

### Album

#### Col Grupo Rumo
- 1981 – Rumo – Independente
- 1981 – Rumo aos antigos – Independente
- 1983 – Diletantismo – Continental
- 1985 – Caprichoso – Independente
- 1989 – Quero Passear – Eldorado
- 1991 – Rumo ao Vivo – Camerati

#### Solista
- 1997 – Felicidade – Dabliú
- 2000 – O meio – Dabliú
- 2005 – Ouvidos Uni-vos – Dabliú
- 2007 – Rodopio – Dabliú (DVD)
- 2010 – Sem Destino – Dabliú